# Kanadische Unterhauswahl 1984
- NDP: 30
- Lib: 40
- PC: 211
- Sonst.: 1

Die Kanadische Unterhauswahl 1984 war die 33. Wahl des Unterhauses und fand am 4. September 1984 statt. Gewählt wurden 282 Abgeordnete des kanadischen Unterhauses (engl. House of Commons, frz. Chambre des Communes). Die von Brian Mulroney angeführte Progressiv-konservative Partei konnte mehr als die Hälfte aller Stimmen auf sich vereinen und gewann mit der größten absoluten Mehrheit der Sitze, die eine Partei in Kanada jemals erreichte. Die Liberale Partei von Premierminister John Turner hingegen erlitt die bis dahin schwerste Niederlage einer Regierungspartei.

## Die Wahl
Seit 1963 war Kanada fast ununterbrochen von der Liberalen Partei regiert worden. Pierre Trudeau – Premierminister von 1968 bis 1979 sowie seit 1980 – war im Juni 1984 zurückgetreten, als Meinungsumfragen zeigten, dass die Liberalen mit ihm an der Spitze fast sicher die Wahl verlieren würden. Auf ihn folgte der ehemalige Justizminister John Turner, der nach neun Jahren Unterbrechung wieder in die Politik einstieg. Entgegen der bisher üblichen Praxis verzichtete er darauf, einen unerfahrenen Abgeordneten aus einem „sicheren Wahlkreis“ zum Rücktritt zu bewegen und den frei werdenden Sitz in einer Nachwahl zu übernehmen. Nur zehn Tage nach Amtsantritt rief er eine Neuwahl aus.
Die Wahlkampagne der Liberalen war schlecht organisiert und nicht in der Lage, die durch Aufdeckung von Klientelismus und Korruption verursachte massive Unbeliebtheit auszugleichen. Als eine seiner letzten Amtshandlungen hatte Trudeau über 200 gut bezahlte Posten (Senatoren, Richter, Verwaltungsräte von Staatsunternehmen) mit loyalen Parteimitgliedern besetzt. Diese Ernennungen lösten im gesamten politischen Spektrum Empörung aus. Turner hätte ohne weiteres diese Ernennungen rückgängig machen können, nahm jedoch selbst 70 weitere Ernennungen vor. Brian Mulroney, der Vorsitzende der oppositionellen Progressiv-konservativen Partei, konfrontierte Turner bei den Fernsehdebatten mit dieser Tatsache und brachte ihn dadurch in starke Bedrängnis.
Turners Unfähigkeit, die aufgestaute Wut der Wähler gegen Trudeau zu überwinden, sowie seine eigenen Fehler resultierten in einem Debakel für die Liberalen. Sie verloren über ein Drittel ihrer bisherigen Wähler und mussten im Vergleich zu 1980 den Verlust von 107 Sitzen hinnehmen. Besonders dramatisch war das Ergebnis in der bisherigen Hochburg Québec, wo sie von 74 auf nur noch 14 Sitze zurückfielen. Turner schaffte zwar den Einzug ins Parlament, doch elf Minister wurden abgewählt.
Im Gegensatz zu seinen Vorgängern sprach Mulroney nicht nur die Sozialkonservativen in Westkanada sowie den Wirtschaftsflügel in Ontario und in den atlantischen Provinzen an. Es gelang ihm auch, die nationalistischen Wähler in Québec auf seine Seite zu ziehen, indem er umfassende Verfassungsreformen versprach, welche die besondere Situation der frankophonen Kanadier besser berücksichtigen würden. Die Progressiv-Konservativen erzielten in allen Provinzen und Territorien das beste Ergebnis; sie konnten mehr als die Hälfte aller Wähler auf sich vereinen und gewannen die Wahl mit der größten absoluten Mehrheit der Sitze in der Geschichte Kanadas.
Die Wahlbeteiligung betrug 75,3 %.

## Ergebnisse

### Gesamtergebnis

Übersicht der Provinzen und Territorien

| Partei | Partei                         | Vorsitzender    | Kandi- daten | Sitze 1979 | bei Auf- lösung | Sitze 1984 | +/−   | Stimmen    | Wähler- anteil | +/−       |
| ------ | ------------------------------ | --------------- | ------------ | ---------- | --------------- | ---------- | ----- | ---------- | -------------- | --------- |
|        | Progressiv-konservative Partei | Brian Mulroney  | 282          | 103        | 100             | 211        | + 108 | 6.278.818  | 50,03 %        | + 17,58 % |
|        | Liberale Partei                | John Turner     | 282          | 147        | 135             | 040        | − 107 | 3.516.486  | 28,02 %        | − 16,32 % |
|        | Neue Demokratische Partei      | Ed Broadbent    | 282          | 032        | 031             | 030        | − 002 | 2.539.915  | 18,81 %        | − 0,96 %  |
|        | Nicht parteigebunden 1         |                 | 020          |            |                 | 001        | + 001 | 39.298     | 0,31 %         | + 0,28 %  |
|        | Parti Rhinocéros               | Cornelius I.    | 088          |            |                 |            |       | 99.178     | 0,79 %         | − 0,22 %  |
|        | Parti nationaliste du Québec 2 |                 | 074          |            |                 |            |       | 85.865     | 0,68 %         | + 0,55 %  |
|        | Confederation of Regions       | Elmer Knutson   | 055          |            |                 |            |       | 65.655     | 0,52 %         | + 0,52 %  |
|        | Grüne Partei                   | Trevor Hancock  | 060          |            |                 |            |       | 26.921     | 0,21 %         | + 0,21 %  |
|        | Libertarian Party              | Victor Levis    | 072          |            |                 |            |       | 23.514     | 0,19 %         | + 0,06 %  |
|        | Unabhängige                    |                 | 065          |            | 001             |            |       | 22.067     | 0,18 %         | + 0,05 %  |
|        | Social Credit Party            | Ken Sweigard    | 051          |            |                 |            |       | 16.659     | 0,13 %         | − 1,57 %  |
|        | Kommunistische Partei          | William Kashtan | 051          |            |                 |            |       | 7.479      | 0,06 %         | + 0,01 %  |
|        | Commonwealth Party             | Gilles Gervais  | 066          |            |                 |            |       | 7.007      | 0,06 %         | + 0,06 %  |
|        | vakant                         |                 |              |            | 015             |            |       | 7.007      | 0,06 %         | + 0,06 %  |
| Gesamt | Gesamt                         | Gesamt          | 1.449        | 282        | 282             | 282        |       | 12.548.862 | 100,0 %        |           |

Brian Mulroney

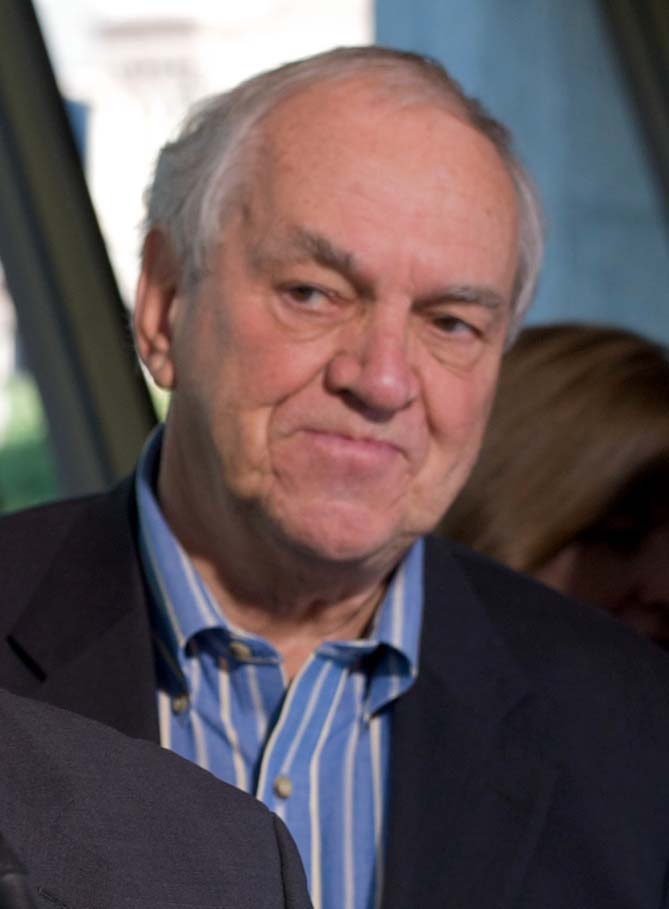
Ed Broadbent

1 Tony Roman wurde im Wahlkreis York North als „Koalitionskandidat“ gewählt. Er schlug dabei den progressiv-konservativen Amtsinhaber John Gamble, dessen rechtsextreme Ansichten viele seiner ehemaligen Wähler abgeschreckt hatten.

2 verglichen mit dem Ergebnis der Union populaire bei der Wahl 1980

### Ergebnis nach Provinzen und Territorien
| Partei      | Partei                         | Partei      | BC   | AB   | SK   | MB   | ON   | QC   | NB   | NS   | PE   | NL   | NW   | YK   | Gesamt |
| ----------- | ------------------------------ | ----------- | ---- | ---- | ---- | ---- | ---- | ---- | ---- | ---- | ---- | ---- | ---- | ---- | ------ |
|             | Progressiv-konservative Partei | Sitze       | 19   | 21   | 9    | 9    | 67   | 58   | 9    | 9    | 3    | 4    | 2    | 1    | 211    |
|             | Progressiv-konservative Partei | Anteil in % | 46,6 | 68.8 | 41,7 | 43,2 | 47,6 | 50,2 | 53,6 | 50,7 | 52,0 | 57,6 | 41,3 | 56,8 | 50,0   |
|             | Liberale Partei                | Sitze       | 1    |      |      | 1    | 14   | 17   | 1    | 2    | 1    | 3    |      |      | 40     |
|             | Liberale Partei                | Anteil in % | 16,4 | 12,7 | 18,2 | 21,8 | 29,8 | 35,4 | 31,9 | 33,6 | 41,0 | 36,4 | 26,9 | 21,7 | 28,0   |
|             | Neue Demokratische Partei      | Sitze       | 8    |      | 5    | 4    | 13   |      |      |      |      |      |      |      | 30     |
|             | Neue Demokratische Partei      | Anteil in % | 35,1 | 14,1 | 38,4 | 27,2 | 20,8 | 8,8  | 14,1 | 15,2 | 6,5  | 5,8  | 28,2 | 16,1 | 18,8   |
|             | Nicht parteigebunden           | Sitze       |      |      |      |      | 1    |      |      |      |      |      |      |      | 1      |
|             | Nicht parteigebunden           | Anteil in % | <0,1 | 0,2  |      |      | 0,8  | <0,1 |      |      | 0,4  |      |      |      | 0,3    |
|             | Parti Rhinocéros               | Anteil in % | 0,4  | 0,4  | 0,2  | 0,2  | 0,1  | 2,4  |      | 0,3  |      |      |      | 1,1  | 0,8    |
|             | Parti nationaliste du Québec   | Anteil in % |      |      |      |      |      | 2,5  |      |      |      |      |      |      | 0,7    |
|             | Confederation of Regions       | Anteil in % | 0,2  | 2,2  | 1,3  | 6,7  |      |      |      |      |      |      |      |      | 0,5    |
|             | Grüne Partei                   | Anteil in % | 0,6  | 0,3  | 0,1  |      | 0,3  | 0,1  |      |      | 0,1  |      |      |      | 0,2    |
|             | Libertarian Party              | Anteil in % | 0,3  | 0,1  |      | 0,4  | 0,3  | 0,1  | 0,1  |      |      | 0,1  |      | 4,4  | 0,2    |
|             | Unabhängige                    | Anteil in % | 0,1  | 0,5  | 0,1  | 0,4  | 0,1  | 0,1  | 0,3  | 0,1  | 0,1  | 0,1  | 3,5  |      | 0,2    |
|             | Social Credit Party            | Anteil in % | 0,2  | 0,6  |      |      | 0,1  | 0,2  | 0,1  |      |      |      |      |      | 0,1    |
|             | Kommunistische Partei          | Anteil in % | 0,1  | 0,1  |      | 0,1  | 0,1  | 0,1  |      |      |      |      |      |      | 0,1    |
|             | Commonwealth Party             | Anteil in % |      |      |      |      |      | 0,2  |      |      |      |      |      |      | <0,1   |
| Sitze total | Sitze total                    | Sitze total | 28   | 21   | 14   | 14   | 95   | 75   | 10   | 11   | 4    | 7    | 2    | 1    | 282    |